# Heckler & Koch MK23
La HK MK23 (l'acronimo di Heckler & Koch Mark23) è una pistola semiautomatica, prodotta in Germania dalla Heckler & Koch.
Si presenta sotto forma di vari modelli e configurazioni, e proprio per la propria versatilità è adottata da molti corpi speciali, come quelli dell'USSOCOM, il Comando statunitense per le operazioni speciali, dagli anni novanta.

## Storia
La versione militare della pistola era chiamata inizialmente HK MK23 Mod0 e la prima versione (Phase 1 OHWS) utilizzava un sistema di blocco dello scorrimento del carrello per aumentare la soppressione del suono, sistema che non venne mantenuto nelle fasi di sviluppo successive. Questa ha fatto da base per la produzione della HK USP dal 1993, e successivamente per la USP Tactical. HK e Colt entrarono in competizione tra loro per sviluppare la migliore pistola da sottoporre all'USSOCOM, rispettivamente con la MK23 e la Colt OHWS. La Heckler & Koch sviluppò la sua OHWS (Offensive Handgun Weapon System, sistema di arma corta offensiva) nel 1991 per rispondere alle specifiche dell'U.S. Operation Command (l'USSOCOM, da cui dipendono reparti speciali come Rangers e Berretti Verdi) per un'arma ad alto potere d'arresto, dotata di sistema di puntamento notturno, di silenziatore staccabile e buona disponibilità di munizionamento in calibro 45 ACP. I primi 30 prototipi vennero consegnati nell'agosto 1992 al Crane Naval Weapon Testing Depot per la prima fase di valutazione comparata alla Colt e si decise di aggiudicare alla H&K la fase 2 e 3 dello sviluppo e nel 1993 venne dichiarata vincente, anche se, secondo il sistema di acquisizione governativo americano, un terzo della commessa viene assegnato al secondo finalista, per cui anche la Colt entrò in servizio. La H&K si appoggiò alla ditta Knight's Armament per fabbricare il silenziatore ed alla Insight Technology per il modulo LAM.

### Caratteristiche
Tra le sue caratteristiche principali sono da segnalare il fusto sintetico di grandi dimensioni, il caricatore di grande capacità che contiene dodici colpi calibro .45, la finitura esterna su base Nichel e Cerit 50 che protegge le parti metalliche dagli aggressivi agenti salini, le mire che le conferiscono una grande precisione sulle lunghe distanze (grazie anche alla canna di sezione poligonale), il ponticello maggiorato, che consente di sparare anche con i guanti. È un'arma sia ad azione singola che a doppia azione, tuttavia il notevole peso, la rende difficile ad un veloce trasporto.

### Varianti
- Nelle varianti militari, può montare un silenziatore (originariamente di produzione della Knight's Armament Company) e un modulo di puntamento laser (LAM : Laser Aiming Module, di produzione di Insight Technology); in alcuni casi si possono anche utilizzare munizioni .45 ACP+P, proiettili più potenti.
- Esiste una versione apposita per civili, chiamata semplicemente Mark23, distribuita nelle armerie tedesche e statunitensi. Inizialmente la versione civile era predisposta per un caricatore da 10 colpi, così come nel Canada, successivamente si è passati a quello da 12 colpi, come nelle versioni militari.

## LAM
L'unità LAM (Laser Aiming Module) è un modulo fissabile sotto la canna della pistola, e consente grazie ad un laser, di mirare anche in condizioni di scarsa visibilità.
La prima versione del LAM, sviluppata dalla Insight Technology, produce un fascio di luce visibile, mentre versioni più recenti, come AN/PEQ-6, possono produrre un fascio di raggi infrarossi, visibili solo attraverso un visore notturno.

## La MK23 nella cultura di massa
- In ambito videoludico, la MK23 compare tra le armi dei videogiochi Resident Evil 4[2], Killing Floor, Metal Gear Solid, Metal Gear Solid 2: Sons of Liberty (dove viene chiamata SOCOM), Metal Gear Solid 4: Guns of the Patriots, Tom Clancy's Splinter Cell: Conviction e in alcuni capitoli della serie di videogiochi SOCOM in cui viene definita la pistola d'ordinanza della US Navy.
- In ambito anime la MK 23 appare in Hellsing